# Phyllachora ramosii
Phyllachora ramosii är en svampart som först beskrevs av Henn., och fick sitt nu gällande namn av Theiss. & Syd. 1915. Phyllachora ramosii ingår i släktet Phyllachora och familjen Phyllachoraceae.   Inga underarter finns listade i Catalogue of Life.